# Adrian Mannarino
Adrian Mannarino (født 29. juni 1988 i Paris, Frankrig) er en fransk tennisspiller, der blev professionel i 2006. Han vandt i juni 2019 sin første ATP-turnering ved en turnering i 's-Hertogenbosch, Holland.
Mannarino er 180 cm høj og vejer 79 kilo  (pr. oktober 2019).